# Gaelic Grounds
Gaelic Grounds è uno stadio situato nella città di Limerick, in Irlanda, ed è lo stadio per le partite casalinghe delle squadre di calcio gaelico e di hurling di Limerick.
La prima pietra fu posta il 9 ottobre 1926 e lo stadio, con 49.500 posti a sedere, risulta essere il quarto impianto irlandese per capienza. È stato ristrutturato nel 1988, in tempo per le finali della contea del Munster, e nel 2004, anno in cui grazie ad un cospicuo investimento di 12 milioni di euro è stato riammodernato e reso più capiente, con l'aggiunta di 12.000 posti. È candidato con Pearse Stadium, lo stadio di Galway, per ospitare il prossimo "International Rules Series" tra Australia e Irlanda.